# Quercus dentata
Espèce
Statut de conservation UICN

LC : Préoccupation mineure
Quercus dentata, également appelé chêne empereur du Japon ou chêne daimyo[réf. nécessaire] (japonais : 柏, kashiwa ; chinois simplifié : 柞栎 ; chinois traditionnel : 柞櫟 ; pinyin : zuòlì ; coréen : 떡갈나무, tteokgalnamu) est une espèce de plantes à fleurs de la famille des Fagaceae. C'est un chêne originaire d'Asie de l'Est (Japon, Corée et Chine).

## Description
Quercus dentata est un arbre à feuilles caduques atteignant 20–25 m de haut, avec un tronc atteignant 1 m de diamètre. Son feuillage est remarquable par sa taille, parmi les plus grands de tous les chênes, composé d'un court pétiole poilu, de 1 à 1,5 cm de long, et d'un limbe de 10 à 40 cm de long et de 15 à 30 cm de large, avec une marge peu lobée ; la forme rappelle une énorme feuille de chêne pédonculé. Les feuilles sont souvent retenues mortes sur l'arbre jusqu'en hiver. Les deux faces de la feuille sont initialement duveteuses, la face supérieure devenant lisse.
Les fleurs sont produites en mai ; les fleurs mâles sont des chatons pendants. Les fleurs femelles sont sessiles , poussant près de l'extrémité des nouvelles pousses, produisant des glands de 1,2–2,3 cm de long et 1,2–1,5 cm de large, dans de larges coupes à écailles touffues ; les glands mûrissent de septembre à octobre.

## Culture et utilisations
Quercus dentata a été introduit dans les îles britanniques en 1830, où il est parfois cultivé dans les jardins botaniques . Il est généralement plus petit en culture qu'à l'état sauvage, devenant un petit arbre angulaire ou un grand arbuste irrégulier. Les spécimens notables incluent un à Osterley Park 14 m de haut et 1,5 m de circonférence, et le plus grand, 18 m de haut, à Avondale Forest Park, comté de Wicklow, Irlande,,.
Dans la cuisine coréenne, ses glands (en hangul : 도토리, dotori ) sont utilisés depuis les Trois Royaumes de Corée. Un aliment notable est le dotorimuk.
Au Japon, ses feuilles sont utilisées comme emballage pour le kashiwa mochi. 

## Liste de références
1. 1 2 3  (en) Walter H. Lewis, Yutaka Suda et Bruce MacBryde, « Chromosome Numbers of Claytonia virginica in the St. Louis, Missouri Area », Annals of the Missouri Botanical Garden, vol. 54, no 2,‎ 1967, p. 147 (ISSN 0026-6493, DOI 10.2307/2395000, lire en ligne, consulté le 14 janvier 2022)
2. ↑  « Collins wildlife trust guide trees: a photographic guide to the trees of Britain and Europe », Choice Reviews Online, vol. 38, no 01,‎ 1er septembre 2000, p. 38–0292-38-0292 (ISSN 0009-4978 et 1523-8253, DOI 10.5860/choice.38-0292, lire en ligne, consulté le 14 janvier 2022)
3. ↑  J. Alan Holman, « Pleistocene Events in the Herpetofaunas of Britain and Europe, and North America Compared », dans Pleistocene Amphibians and Reptiles in Britain and Europe, Oxford University Press, 23 juillet 1998 (lire en ligne)
4. ↑  R. Kenneth Horst, « Trees and Shrubs », dans Field Manual of Diseases on Trees and Shrubs, Springer Netherlands, 2013 (ISBN 978-94-007-5979-4, lire en ligne), p. 3–10
5. ↑  I. A Galanina et L. S. Jakovchenko, « Epiphytic lichens on dentate oak (Quercus dentata) in Primorie Territory », Novosti sistematiki nizshikh rastenii, vol. 41,‎ 2007, p. 180–192 (ISSN 2713-2609 et 0568-5435, DOI 10.31111/nsnr/2007.41.180, lire en ligne, consulté le 14 janvier 2022)